# 高橋夏未
高橋 夏未（たかはし なつみ、2003年6月3日 - ）は、日本の女子ラグビーユニオン選手。

## プロフィール
- 新潟県出身[1]。
- ポジションはBK。
- 身長 160cm、体重 62kg
- 7人制女子日本代表に選ばれたことがある[2]。

## 略歴
2022年、國學院栃木高校卒業後、日本体育大学に入る。